# A Pousada (Allariz)
A Pousada es un lugar situado en la parroquia de Santa Baia de Urrós, del concello de Allariz, en la provincia de Orense, Galicia, España.